# La Lagunilla del Carmen
La Lagunilla del Carmen är en ort i Mexiko.   Den ligger i kommunen Salvatierra och delstaten Guanajuato, i den centrala delen av landet, 210 km väster om huvudstaden Mexico City. La Lagunilla del Carmen ligger 2 058 meter över havet och antalet invånare är 268.
Terrängen runt La Lagunilla del Carmen är kuperad. Runt La Lagunilla del Carmen är det ganska tätbefolkat, med 172 invånare per kvadratkilometer. Närmaste större samhälle är Salvatierra, 13,2 km nordost om La Lagunilla del Carmen. I omgivningarna runt La Lagunilla del Carmen växer huvudsakligen savannskog.